# Pansarsköldlöss
Pansarsköldlöss (Diaspididae) är en familj av insekter. Enligt Catalogue of Life ingår pansarsköldlöss i överfamiljen sköldlöss, ordningen halvvingar, klassen egentliga insekter, fylumet leddjur och riket djur, men enligt Dyntaxa är tillhörigheten istället ordningen halvvingar, klassen egentliga insekter, fylumet leddjur och riket djur. Enligt Catalogue of Life omfattar familjen Diaspididae 2378 arter. 

## Bildgalleri

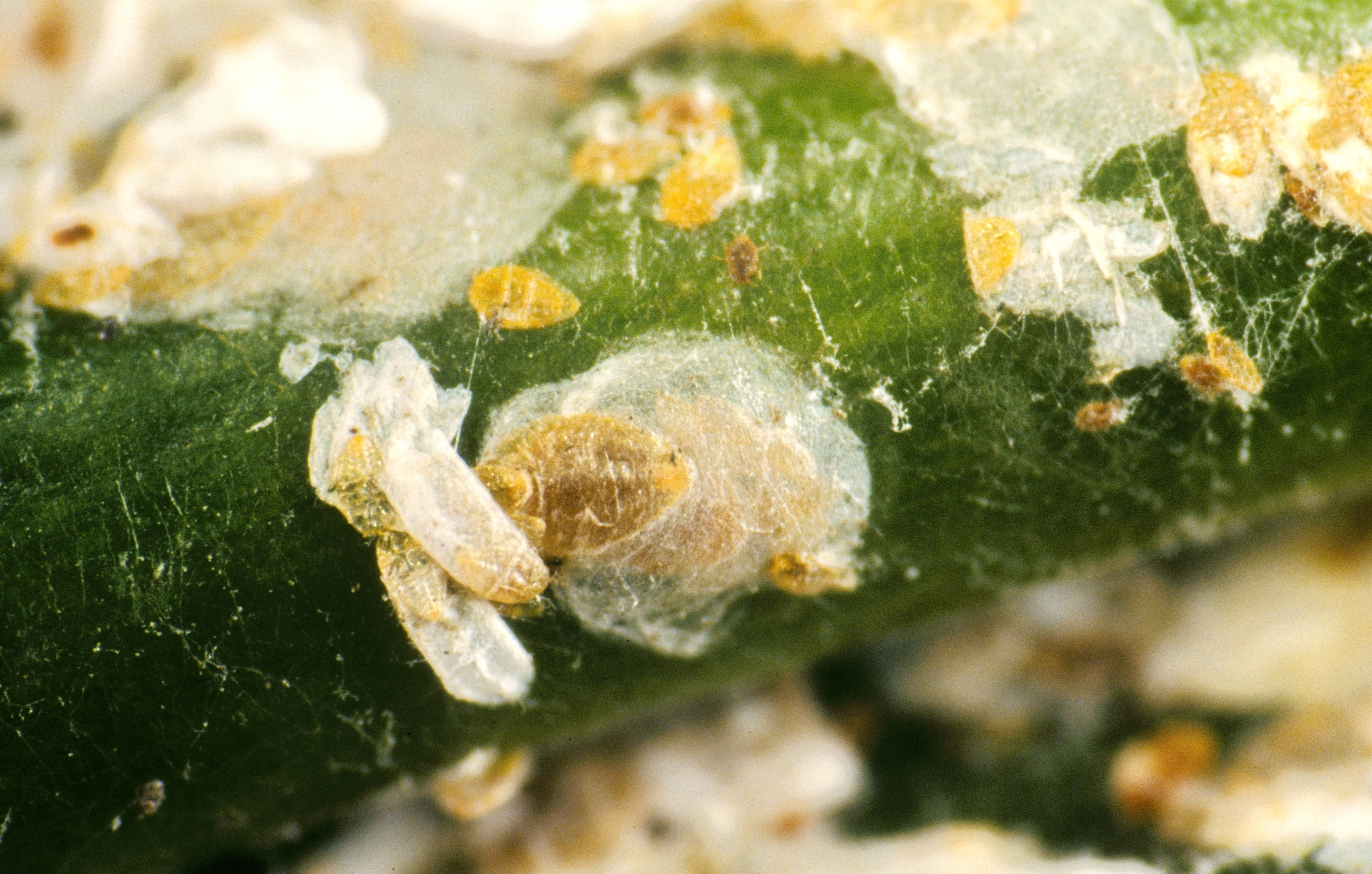
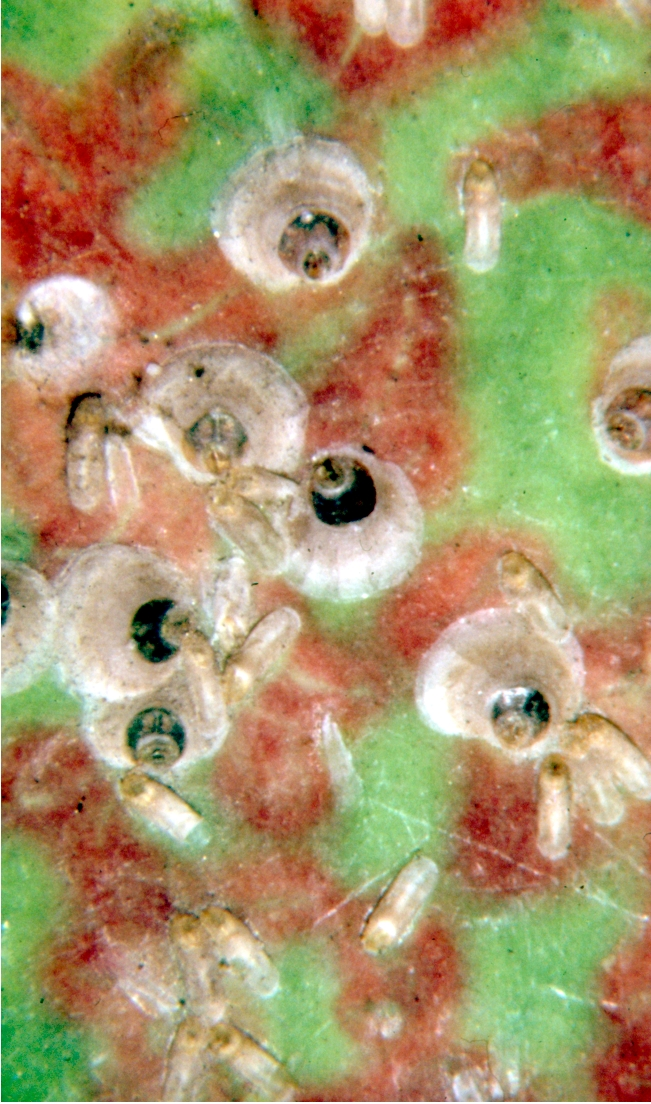
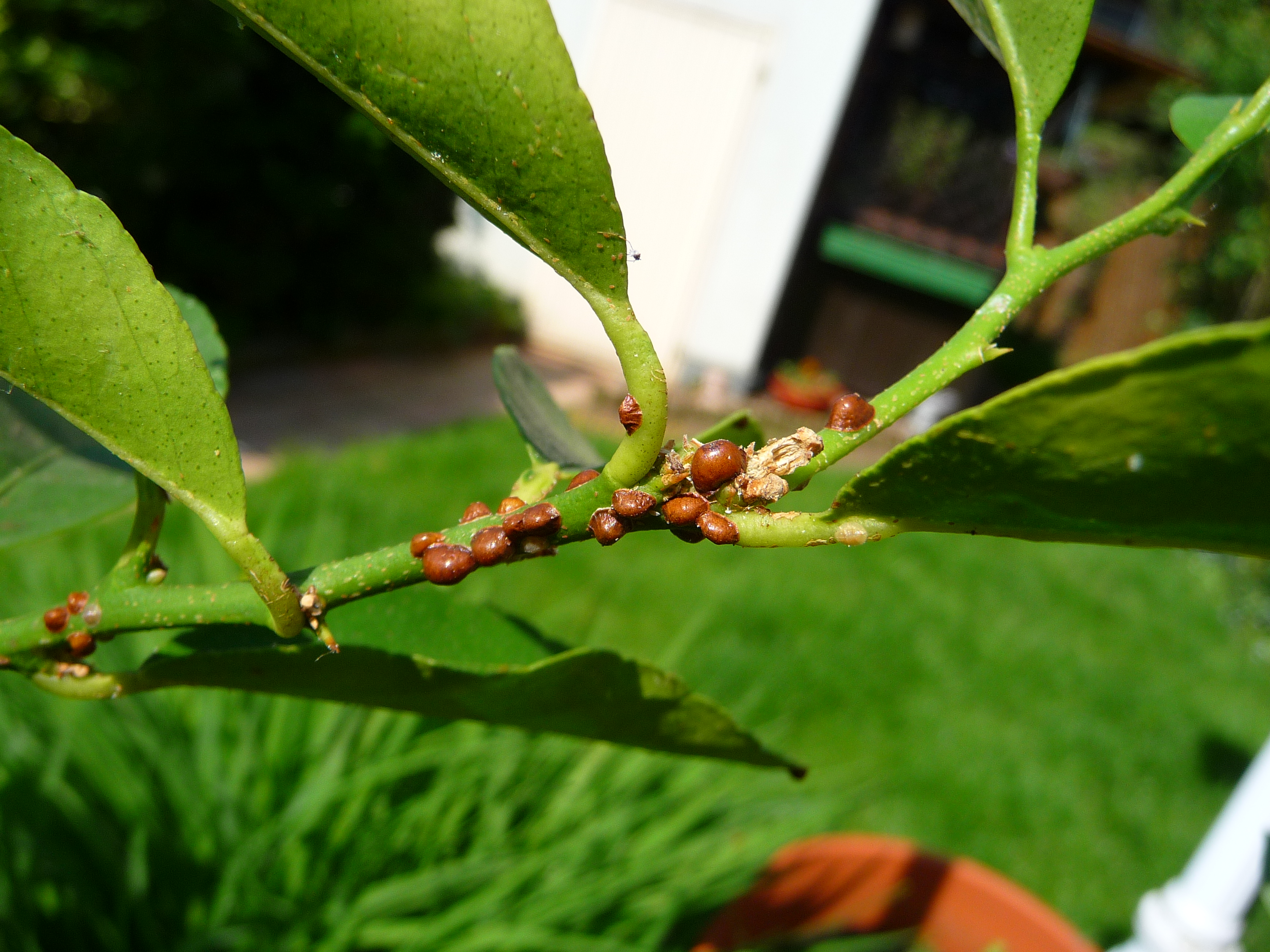
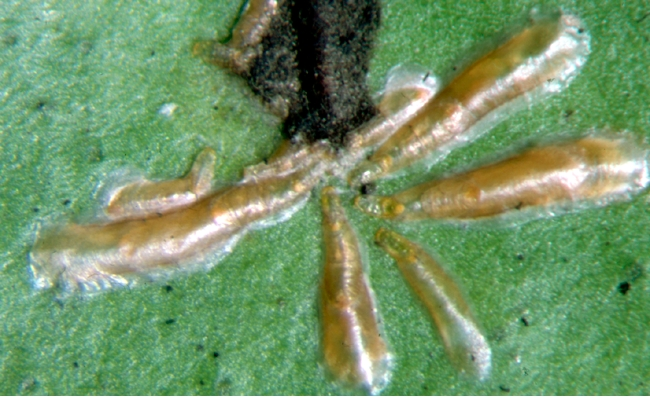
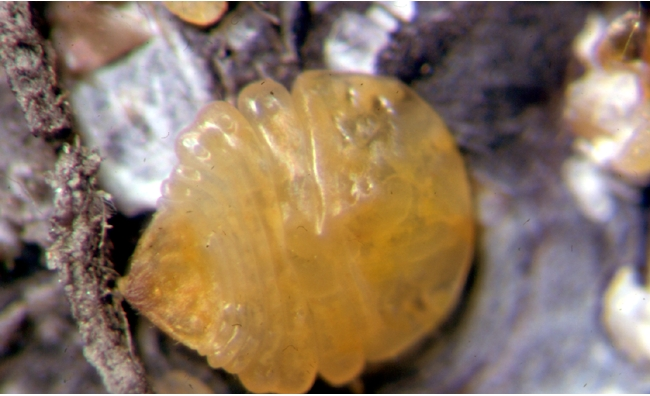
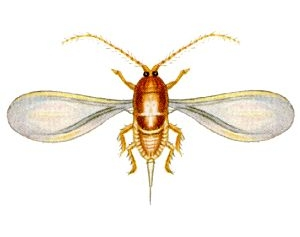

## Dottertaxa till pansarsköldlöss, i alfabetisk ordning[1][2]
- Abgrallaspis
- Acanthaspidiotus
- Acanthomytilus
- Achionaspis
- Achorophora
- Acontonidia
- Acutaspis
- Adiscodiaspis
- Adiscofiorinia
- Afiorinia
- Africaspis
- Africonidia
- Agrophaspis
- Albastaspis
- Aleucaspis
- Alioides
- Allantomytilus
- Aloaspis
- Ambigaspis
- Amphisoma
- Anaimalaia
- Anamefiorinia
- Anaspidiotus
- Anastomoderma
- Ancepaspis
- Andaspis
- Annulaspis
- Anoplaspis
- Anotaspis
- Antakaspis
- Aonidia
- Aonidiella
- Aonidomytilus
- Aspidaspis
- Aspidiella
- Aspidioides
- Aspidiotus
- Aspidonymus
- Asymmetraspis
- Augulaspis
- Aulacaspis
- Avidovaspis
- Balachowskiella
- Balaspis
- Banahaoa
- Bantudiaspis
- Benaparlatoria
- Berlesaspidiotus
- Berlesaspis
- Bigymnaspis
- Caia
- Cameronaspis
- Carulaspis
- Cephalaspidiotus
- Chentraspis
- Chimania
- Chinaspis
- Chionaspis
- Chlidaspis
- Chortinaspis
- Chrysomphalus
- Circulaspis
- Clavaspidiotus
- Clavaspis
- Coccomytilus
- Comstockiella
- Contigaspis
- Cooleyaspis
- Coronaspis
- Costalimaspis
- Crassaspidiotus
- Crassaspis
- Credodiaspis
- Crenulaspidiotus
- Crockeraspis
- Cryptaspidiotus
- Cryptaspidus
- Crypthemichionaspis
- Cryptodiaspis
- Cryptoparlatorea
- Cryptoparlatoreopsis
- Cryptophyllaspis
- Cryptoselenaspidus
- Cupidaspis
- Cynodontaspis
- Dactylaspis
- Daraspis
- Dentachionaspis
- Dentaspis
- Diaonidia
- Diaphoraspis
- Diaspidiotus
- Diaspidistis
- Diaspidopus
- Diaspis
- Diastolaspis
- Diaulacaspis
- Dichosoma
- Dicirculaspis
- Diclavaspis
- Dinaspis
- Discodiaspis
- Doriopus
- Ductofrontaspis
- Dungunia
- Duplachionaspis
- Duplaspidiotus
- Duplaspis
- Dynaspidiotus
- Emmereziaspis
- Entaspidiotus
- Epidiaspis
- Epifiorinia
- Eremiaspis
- Eucleaspis
- Eudinaspis
- Eugreeniella
- Eulaingia
- Eulepidosaphes
- Exuviaspis
- Faureaspis
- Felixiella
- Fernaldanna
- Ferreroaspis
- Ferrisidea
- Fijifiorinia
- Finaspis
- Fiorinia
- Fissuraspis
- Formosaspis
- Fraseraspis
- Froggattiella
- Fulaspis
- Furcaspis
- Furchadaspis
- Gadaspis
- Galeomytilus
- Galeraspis
- Genistaspis
- Geodiaspis
- Getulaspis
- Gomezmenoraspis
- Gomphaspidiotus
- Gonaspidiotus
- Gramenaspis
- Greenaspis
- Greeniella
- Greenoidea
- Guineaspis
- Guizhoaspis
- Gymnaspis
- Gynandraspis
- Haliaspis
- Heimaspis
- Helaspis
- Helenococcus
- Hemaspidis
- Hemiberlesia
- Hemigymnaspis
- Howardia
- Hovaspis
- Hulaspis
- Hybridaspis
- Hypaspidiotus
- Icaraspidiotus
- Ichthyaspis
- Imerinaspis
- Inchoaspis
- Incisaspis
- Ischnafiorinia
- Ischnaspis
- Kandraspis
- Kochummenaspis
- Koroneaspis
- Kuwanaspis
- Kyphosoma
- Labidaspis
- Laingaspis
- Lapazia
- Ledaspis
- Leonardaspis
- Leonardianna
- Lepidosaphes
- Leucaspis
- Ligaspis
- Lindingaspis
- Lindingeria
- Lineaspis
- Lopholeucaspis
- Loranthaspis
- Madagaspis
- Madaparlaspis
- Magnospinus
- Malleolaspis
- Mammata
- Mancaspis
- Marchalaspis
- Marginaspis
- Maskellanna
- Maskellia
- Mauritiaspis
- Medangaspis
- Megacanthaspis
- Megaspidiotus
- Melanaspis
- Melayumytilus
- Mempelaspis
- Mercetaspis
- Mesoselenaspidus
- Metandaspis
- Microparlatoria
- Mimeraspis
- Mimusaspis
- Mitraspis
- Mitulaspis
- Mixaspis
- Mohelnaspis
- Monaonidiella
- Mongrovaspis
- Moraspis
- Morganella
- Multispinaspis
- Murataspis
- Mycetaspis
- Myrtaspis
- Myrtophila
- Namaquea
- Namibia
- Narayansaspis
- Neochionaspis
- Neoclavaspis
- Neoischnaspis
- Neoleonardia
- Neoleucaspis
- Neomorgania
- Neoparlaspis
- Neoparlatoria
- Neopinnaspis
- Neoquernaspis
- Neoselenaspidus
- Neparla
- Nicholiella
- Nigridiaspis
- Nikkoaspis
- Nimbaspis
- Niveaspis
- Notandaspis
- Nudachaspis
- Obtusaspis
- Oceanaspidiotus
- Octaspidiotus
- Odonaspis
- Operculaspis
- Opuntiaspis
- Osiraspis
- Palauaspis
- Palinaspis
- Pallulaspis
- Pandanaspis
- Parachionaspis
- Paradiaspis
- Paraepidiaspis
- Parafiorinia
- Paraleucaspis
- Parandaspis
- Paranewsteadia
- Paraonidia
- Paraonidiella
- Parapandanaspis
- Paraparlagena
- Paraselenaspidus
- Parlagena
- Parlaspis
- Parlatoreopsis
- Parlatoria
- Parrottia
- Pelliculaspis
- Pentacicola
- Phaspis
- Phaulaspis
- Phaulomytilus
- Pinnaspis
- Poliaspis
- Poliaspoides
- Porogymnaspis
- Praecocaspis
- Primaspis
- Proceraspis
- Prodiaspis
- Prodigiaspis
- Protancepaspis
- Protargionia
- Protodiaspis
- Pseudaonidia
- Pseudaulacaspis
- Pseudischnaspis
- Pseudodiaspis
- Pseudoleucaspis
- Pseudoparlatoria
- Pseudoselenaspidus
- Pseudotargionia
- Pudaspis
- Pygalataspis
- Pygidiaspis
- Quernaspis
- Radionaspis
- Ramachandraspis
- Reclavaspis
- Relhaniaspis
- Remotaspidiotus
- Rhizaspidiotus
- Rolaspis
- Rugaspidiotinus
- Rugaspidiotus
- Rugpapuaspis
- Rungaspis
- Rutherfordia
- Sadaotakagia
- Saharaspis
- Sakalavaspis
- Sakaramyaspis
- Salaspis
- Salicicola
- Saotomaspis
- Schizaspis
- Schizentaspidus
- Scleromytilus
- Sclopetaspis
- Scrupulaspis
- Scytalaspis
- Selenaspidopsis
- Selenaspidus
- Selenediella
- Selenomphalus
- Semelaspidus
- Separaspis
- Serrachionaspis
- Serrataspis
- Shansiaspis
- Silvestraspis
- Sinistraspis
- Sinoquernaspis
- Sishanaspis
- Situlaspis
- Smilacicola
- Spinaspidiotus
- Stramenaspis
- Stringaspidiotus
- Sudanaspis
- Symeria
- Taiwanaspidiotus
- Takahashiaspis
- Tamilparla
- Tamuraspis
- Tanaparlatoria
- Targionia
- Tecaspis
- Tenuiaspis
- Thoa
- Thysanaspis
- Thysanofiorinia
- Tollaspidiotus
- Triaspidis
- Trichomytilus
- Triraphaspis
- Trischnaspis
- Trullifiorinia
- Tsimanaspis
- Tsimbazaspis
- Tulefiorinia
- Ulucoccus
- Umbaspis
- Unachionaspis
- Unaspidiotus
- Unaspis
- Ungulaspis
- Varicaspis
- Velataspis
- Vinculaspis
- Voraspis
- Xanthophthalma
- Xerophilaspis
- Xiphuraspis
- Yomaspis
- Yuanaspis
- Yunnanaspis